# جو وايت
جو وايت (3 مارس 1979 - ) هي لاعبة كريكت كندية. شاركت مع منتخب كندا الوطني للكريكت.